# William Hamilton (Leichtathlet)

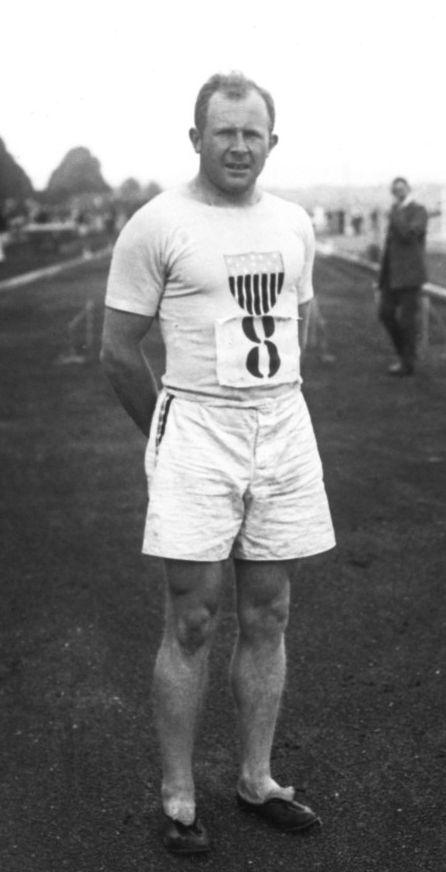
William Hamilton, 1908

William Frank „Bill“ Hamilton (* 11. August 1883; † 1. August 1955) war ein US-amerikanischer Sprinter, der zu Beginn des 20. Jahrhunderts aktiv war. 
Sein Erfolgsjahr war das Jahr 1908. Er gewann bei den Landesmeisterschaften über 100 Yards (10,2 s) sowie die Vizemeisterschaft über 220 Yards. Bei den Olympischen Sommerspielen 1908 in London errang Hamilton als Mitglied der nur in London ausgetragenen olympischen Staffel (200 m/200 m/400 m/800 m), die in der Besetzung Hamilton als Startläufer, Nate Cartmell, John Taylor und Mel Sheppard in 3:29,4 min klar vor dem deutschen (Silber in 3:32,4 min) und dem ungarischen Team (Bronze in 3:32,5 min) lag, eine olympische Goldmedaille.
Auch in den Einzelrennen über 100 und 200 Meter ging Hamilton an den Start. Den Vorlauf über 100 Meter gewann er, trat anschließend aber nicht mehr an. Über 200 Meter schied er als Zweiter des Semifinales aus, da nur die Sieger der vier Semifinalläufe in den Endlauf gelangten. 
Im nacholympischen Jahr trat er noch einmal bei den amerikanischen Meisterschaften an und wurde über 100 Yards Vierter.